# Gordon Currie (acteur)
Pour les articles homonymes, voir Currie.
Gordon Currie est un acteur, réalisateur, producteur, monteur et scénariste canadien, né le 25 septembre 1965 à Vancouver (Canada).

## Filmographie

### Cinéma
- 1988 : Distant Thunder de Rick Rosenthal : Billy Watson
- 1989 : Cousins : Dean Kozinski
- 1989 : Vendredi 13, chapitre VIII : L'Ultime Retour (Friday the 13th Part VIII: Jason Takes Manhattan) : Miles Wolfe
- 1989 : American Boyfriends : Glider
- 1990 : The Terror Within II : Aaron
- 1990 : Un pourri au paradis (My Blue Heaven) : Wally Bunting
- 1993 : Les Survivants (Alive) : Coche Inciarte
- 1993 : Puppet Master 4 : Rick Myers
- 1994 : Puppet Master 5: The Final Chapter : Rick Myers
- 1995 : Blood & Donuts : Boya Zsekely
- 1996 : Ripe : Pete
- 1996 : Listen : Jake Taft
- 1997 : Laserhawk : M.K. Ultra aka Rodney Terence Stanko
- 1998 : Dog Park : Trevor
- 1999 : La Nuit d'Halloween (The Fear: Resurrection) : Mike Hawthorne
- 2000 : Left Behind (vidéo) : Nicolae Carpathia
- 2000 : Falling Through : Peter
- 2000 : Waydowntown : Curt Schwin
- 2001 : La Fraternité (The Circle) : Tom Wilkinson
- 2001 : The Happy Couple : Stan
- 2001 : Simulacrum : Henry
- 2002 : Fairytales and Pornography : Raphael
- 2002 : Blocked : Mugger
- 2002 : Left Behind II: Tribulation Force (vidéo) : Nicolae Carpathia
- 2002 : Not a Fish Story : Joe, the Shoe Guy
- 2003 : Magnus Opus
- 2003 : The Pedestrian : Travis Lack
- 2003 : The Outlaws of Missouri : Charlie Ford
- 2004 : Highwaymen : La Poursuite infernale (Highwaymen) : Ray Boone
- 2005 : The Dark Hours : David Goodman
- 2005 : Left Behind: World at War : Nicolae Carpathia
- 2006 : Alice Blue : Julian
- 2006 : The Sentinel : Director's Aide
- 2006 : The Woods : Shériff
- 2008 : This Is Not a Test : Rick Smyth
- 2009 : The Death of Alice Blue : Julian

### Télévision
- 1987 : 21 Jump Street (série télévisée) (1 épisode) : officier Palones
- 1988 : Cap Danger (série télévisée) (2 épisodes) : Gen Curtis
- 1989 : Les deux font la loi (série télévisée) (1 épisode) : Carl Jensen
- 1991 : The Killing Mind (TV) : Pizza Boy
- 1991 : Beverly Hills 90210 (série télévisée) (1 épisode) : Robert "Bobby" Walsh
- 1992 : Les Trois As (The Hat Squad) (série télévisée) (1 épisode) : le jeune garde
- 1993 :  Arabesque (série télévisée) (1 épisode) : Sean Griffith
- 1993 : Dieppe (TV) : Stefan
- 1994 : Coulisses d'un meurtre (Janek: The Silent Betrayal) (TV) : Rick Wheeler
- 1995 : Taking the Falls (série télévisée) (1 épisode) : Mr. Preston
- 1995 : Falling for You (TV) : Henry
- 1995 : Le Justicier des ténèbres (série télévisée) (1 épisode) : Sean Du Champs
- 1995 : The Great Defender (série télévisée) (1 épisode) : Hendricks
- 1997 : The Sentinel (série télévisée) (1 épisode) : Ronnie
- 1997 : Viper (série télévisée) (1 épisode) : Noel Flynn
- 1998 : Playing to Win: A Moment of Truth Movie (TV) : Frank
- 1998 : Poltergeist : Les Aventuriers du surnaturel (série télévisée) (1 épisode) : Chevalier
- 1998 : L'Immortelle (série télévisée) (1 épisode) : Wilson Geary
- 1998 : Au-delà du réel : L'aventure continue (série télévisée) (1 épisode) : Stadetski
- 1998-1999 : First Wave (série télévisée) (2 épisodes) : Elton Beleye
- 2000 : Destins croisés (série télévisée) (1 épisode) : Jake Connor
- 2000 : Code Eternity (Code Name: Eternity) (série télévisée) (26 épisodes) : Dent
- 2001 : Haven (TV) : Jimmy
- 2001 : Mutant X (série télévisée) (1 épisode) : Frank Cross
- 2001 : Leap Years (série télévisée) (8 épisodes) : Randy Gendel
- 2002 : Invasion planète Terre (série télévisée) (1 épisode) : Chase McBride
- 2002 : The Chris Isaak Show (série télévisée) (1 épisode) : Josh Hipwell
- 2002 : Beyond Belief: Fact or Fiction (série télévisée) (1 épisode) : Douglas Hibbard
- 2003 : Street Time (it) (série télévisée) (1 épisode) : Bob Morgan
- 2003 : Crime passionnel (A Crime of Passion) (TV) : Alan Leach
- 2004 : Blue Murder (série télévisée) (1 épisode) : Noel Watson
- 2004 : Doc (série télévisée) (1 épisode) : Caz Truman
- 2004 : Visions criminelles (TV) : John Culver
- 2005 : Missing : Disparus sans laisser de trace (série télévisée) (1 épisode) : Derek Conway / John Doe

### comme producteur
- 1998 : 2 Extra Days (+ réalisateur et scénariste)
- 2002 : Blocked (+ réalisateur)
- 2003 : Magnus Opus (+ scénariste et monteur)